# تأسيس (معان)
التأسيس عبارة عن إفادة معنى آخر لم يكن أصلا قبله، فالتأسيس خير من التأكيد، لأن حمل الكلام على الإفادة خير من حمله على الإعادة.